# La Carte Aux Trésors
La Carte Aux Trésors (Schatkaart) is een cultureel-educatieve televisie-spelshow van France 3. De show draait om twee kandidaten die racen tegen elkaar en de klok om geld te winnen. La Carte Aux Trésors is het vervolg op de serie La Chasse Aux Trésors, dat gepresenteerd werd door Philippe de Dieuleveult van 1981 tot 1984.
In het najaar van 1982 is ook nog een Nederlandse versie uitgezonden van deze televisieserie, genaamd Op jacht naar de schat.

## Verhaal
De show wordt gepresenteerd door Nathalie Simon. In elke aflevering strijden twee deelnemers tegen elkaar om zo, veel geld te winnen. Beide deelnemers hebben een helikopter en cameraman tot beschikking. De deelnemers mogen maar een beperkt aantal keren landen met de helikopter. Het spel begint met een race. Wie daar als eerste bij de finish is, dus een gouden ster heeft opgepakt, mag later in het spel een expert bellen om hulp. De spelers moeten een raadsel zien op te lossen met hun eigen kennis, maar ook door met de helikopter naar plaatsen te gaan om daar meer informatie te verkrijgen. Daar mogen ze hulp van andere mensen inschakelen. Zo kunnen ze mensen vragen om informatie, maar ze kunnen ook mensen vragen om hun met de auto ergens naartoe te brengen.
Als het raadsel is opgelost moet de kandidaat een gouden ster vinden en heeft daarmee één hint gewonnen voor het laatste raadsel. Dit gebeurt drie keer. De speler met de meeste hints heeft het makkelijker om het laatste en moeilijkste raadsel op te lossen. Dit is het moment waarop de winnaar van de eerste gouden ster de expert mag bellen. Diegene krijgt één minuut, en de expert mag alleen met ja en nee antwoorden. Wie de windroos vindt, wint de race. Hierna moet de winnaar met de gewonnen gouden windroos een schatkist openen waar een voorwerp in ligt, die 2000 euro waard is. Hiervoor moet de winnaar een race voltooien, met bijvoorbeeld een mountainbike, catamaran of roeiboot. De andere speler mag hierbij alleen toejuichen, ongeacht de uitkomst van de laatste race voor de winnaar, kan de andere speler niet meer winnen.